# Калкановые
Калкановые, или скофтальмовые (лат. Scophthalmidae), — семейство лучепёрых рыб из отряда камбалообразных (Pleuronectiformes). Обитают в северной части Атлантического океана, Балтийском, Средиземном и Чёрном морях. Кладистический анализ показывает, что это семейство является монофилетическим. Крупнейший представитель семейства достигает 1 м в длину (Scophthalmus maximus). Некоторые виды являются объектами коммерческого промысла.

## Классификация
В семействе 4 рода и 9 видов:
- Lepidorhombus — Мегримы
- Phrynorhombus — Топкноты
- Scophthalmus Rafinesque, 1810 — Ромбы
- Zeugopterus — Пятнистые топкноты